# Рьо Мияичи
Рьо Мияичи (на японски: 宮市 亮, романизация: Miyaichi Ryō) е японски футболист, играе като крило и се състезава за английския Уигън, под наем от Арсенал, както и за националния отбор на Япония.

## Клубна кариера

### Арсенал
През лятото на 2010 година Мияичи е поканен от мениджъра на Арсенал Арсен Венгер да изкара пробен период в клуба. Впечатлен от качествата на японеца, Венгер му предлага договор. На 31 януари 2011 Мияичи подписва професионален договор с Арсенал.

### Наем във Фейенорд
Веднага след като подписва с Арсенал Мияичи преминава под наем в холандския Фейенорд. Това се налага, тъй като на японеца му е отказана работна виза и той не може да играе в Англия. Още на 5 февруари Мияичи изиграва първия си мач в Холандия срещу отбора на Витес. Мачът завършва 1 – 1, а Мияичи изиграва пълни 90 минути и е обявен за играч на мача. Първият си гол за Фейенорд вкарва срещу Хераклес. На 17 април 2011 Мияичи вкарва два гола и асистира за още два при победата на Фейенорд с 6 – 1 срещу Вилем II.

### 2011 – 2012
След завръщането си от наема в Холандия, Мияичи е включен в състава на Арсенал за предсезонното турне в Азия.
На 9 август 2011 на Рьо Мияичи е издадена виза, заради „невероятен талант“, поискана от Арсен Венгер и футболната федерация на Япония.
На 22 септември 2011, Мияичи изиграва първия си мач за първия отбор на Арсенал, появявайки се като резерва срещу Шрусбъри Таун в мач за Купата на лигата. По-късно отново в мач от същия турнир се появява още веднъж като резерва, но този път срещу елитния Болтън.
На 7 ноември 2011 в мач за резервния отбор срещу резервите на Фулъм, Мияичи напуска терена в 34 минута с контузия на крака, която го изважда от терените за 4 – 6 седмици.

### Наем в Болтън
На 31 януари 2012, Мияичи преминава в Болтън под наем до края на сезона. Малко след пристигането му, мениджъра на Уондърърс Оуен Койл заявява, че е впечатлен от качествата на младия японец. Първият си официален мач за Болтън, Мияичи изиграва на 11 февруари, заменяйки на почивката Мартин Петров. В следващия мач на отбора срещу Милуол за Купата на Англия, Мияичи започва като титуляр и отбелязва едно попадение за победата на отбора му с 2 – 0. Заменен е в 78-ата минута. Първият му мач като титуляр за Болтън в Премиершъп е при загубата от Челси с 0 – 3. Избран е за играч на февруари от феновете на Болтън.

### Наем в Уигън
На 13 август 2012 г. Мияичи преминава под наем в Уигън за сезон 2012/13.

## Национален отбор
Рьо преминава през всички юношески национални отбори на Япония от 15 до 19 години. Първата си повиквателна за мъжкия национален отбор получава през февруари 2012 за квалификацията срещу Узбекистан, но така и не се появява на терена във въпросната среща.
Дебюта си за националния отбор на Япония, Мияичи прави на 23 май 2012 в контрола срещу Азербайджан, появявайки се на терена в 60-ата минута.